# Блумфілд-Роуд
«Блумфілд Роуд» (англ. Bloomfield Road) — футбольний стадіон в Блекпулі, Англія, домашня арена ФК «Блекпул».
Стадіон побудований та відкритий 1899 року. Проектною назвою була «Ґемблс Філд», однак перед відкриттям арені було присвоєно назву «Блумфілд Роуд». У 1999–2002 роках здійснено капітальну реконструкцію північної та західної трибун, 2003 року — східної, 2009–2010 — південної, 2011–2012 роках — південно-східної кутової трибуни.